# Ljusgölen (Ulrika socken, Östergötland, 644805-147752)
Ljusgölen är en sjö i Linköpings kommun i Östergötland och ingår i Motala ströms huvudavrinningsområde.